# 杰拉德·柯亨
杰拉德·艾伦·柯亨 FBA（/ˈkoʊən/ KOH-ən；1941年4月14日—2009年8月5日），加拿大籍马克思主义政治哲学家。中国通常称为G·A·柯亨或G·A·科恩。他曾经是牛津大学万灵学院社会和政治理论学的奇切尔教授。

## 生平
1941年4月14日，柯亨出生于加拿大蒙特利尔一个信奉共产主义的犹太家庭，在该市的麦吉尔大学获得哲学和政治学学士学位，在英国牛津大学获得哲学博士学位。他在牛津的导师是以赛亚·伯林和吉尔伯特·赖尔。
1963年到1964年，柯亨在伦敦大学学院哲学系担任助教，1964年到1979年担任讲师，1979年到1984年担任讲师。1985年他被任命为牛津的奇切尔教授。他的学生中，阿伦·卡特（Alan Carter）、威尔·金里卡（Will Kymlicka）、John McMutry、Michael Otsuka、Seana Shiffrin和乔纳森·沃尔夫（Jonathan Wolff）都已经成为著名学者。
他是分析马克思主义的提倡者，也是九月小组的创始会员。他的1978年著作《卡尔·马克思的历史理论：一个辩护》，捍卫了一种对历史唯物主义的阐释（常被批评家视为“技术决定论”），这本书也是分析马克思主义的代表作。在另一本作品《自我所有、自由和平等》中，他又为社会主义进行了广泛的道德的辩护。在作品《如果你是平等主义者，为何如此富有？》中，他讨论了政治学上的平等理论对于信奉者的个人行为的影响。
柯亨是马克思主义政治哲学家马歇尔·博曼的密友。
柯亨从20世纪80年代开始就为中国大陆的社会和哲学学者所熟知。他的研究方法也影响到了中国的当代马克思主义研究。

## 主要著作
- Karl Marx's Theory of History: A Defence (1978, 2000)
- History, Labour, and Freedom (1988)（《历史，劳工和自由》）
- . Cambridge: Cambridge University Press. 1995. ISBN 978-0-5214-7174-9. OCLC 612482692.
- If You're an Egalitarian, How Come You're So Rich? (2000)
- Chapter in Dworkin and his Critics, with replies by Dworkin (2004)
- Rescuing Justice and Equality (2008)
- Why Not Socialism? (2009) [Trad. esp.: ¿Por qué no el socialismo?, Buenos Aires/Madrid, Katz editores, 2011, ISBN 978-84-92946-13-6]
- On the Currency of Egalitarian Justice, and Other Essays in Political Philosophy (2011)
- Finding Oneself in the Other (2012)
- Lectures on the History of Moral and Political Philosophy (2013)

被翻译为中文的作品有：
- 卡尔·马克思的历史理论——一个辩护. 重庆出版社. 1989-02-01. ISBN 9787536609006
- 卡尔·马克思的历史理论——一种辩护. 高等教育出版社. 2008-06-01. ISBN 9787040228960
- 自我所有、自由和平等. 东方出版社. 2008-03-01. ISBN 9787506030465
- 如果你是平等主义者，为何如此富有？. 北京: 北京大学出版社. 2009-12-01. ISBN 9787301161173
- 为什么不要社会主义？. 人民出版社. 2011-03-01. ISBN 9787010095202
- 拯救正义与平等. 复旦大学出版社. 2014-08-01. ISBN 9787309103090

## 延伸阅读
- The Egalitarian Conscience: Essays in Honour of G. A. Cohen (2006); edited by Christine Sypnowich
- Tomey, Simon, , Browning, Gary; Dimova-Cookson, Maria; Prokhovnik, Raia  (编), , Houndsmill, Basingstoke, Hampshire New York: Palgrave Macmillan: 74–85, 2012, ISBN 9780230303058
- Vrousalis, Nicholas. . Bloomsbury.   [2018-03-20]. ISBN 9781472532701. （原始内容存档于2021-02-25）.
- Robeyns, Ingrid. . Ethics (Chicago Journals via JSTOR). July 2015, 125 (4): 1132–1135. JSTOR 10.1086/680879. doi:10.1086/680879.